# Калуско-д'Адда
Калуско-д'Адда (італ. Calusco d'Adda) — муніципалітет в Італії, у регіоні Ломбардія, провінція Бергамо.
Калуско-д'Адда розташоване на відстані близько 490 км на північний захід від Рима, 34 км на північний схід від Мілана, 15 км на захід від Бергамо.
Населення — 8313 осіб (2014).
Щорічний фестиваль відбувається 29 жовтня. Покровитель — San Fedele.

## Демографія
Населення за роками:

Станом на 1 січня 2023 року в муніципалітеті офіційно проживали 1172 іноземці з 54 країн, серед них 175 громадян країн Євросоюзу та 20 громадян України.

## Сусідні муніципалітети
- Карвіко
- Медолаго
- Падерно-д'Адда
- Робб'яте
- Сольца
- Терно-д'Ізола
- Вілла-д'Адда